# Il mondo è meraviglioso (film 2005)
Il mondo è meraviglioso è un film per la televisione del 2005 di genere commedia italiano.
È stato visto da 5.496.000 spettatori.